# Гойченко, Дмитрий Данилович
Дми́трий Дани́лович Го́йченко (также вероятное написание фамилии — Гайченко) (7 октября 1903 — 8 января 1993) — автор мемуарных рукописей, описывающих время становления Советской власти в Украине.

## Биография
Родился 7 октября 1903 года в украинском селе, находившемся на берегу Днепра, по-видимому, в зажиточной семье.
Юность Дмитрия прошла во времена Гражданской войны и послевоенного укрепления Советской власти на Украине.
В середине 20-х годов он служил в Красной армии, после чего обучался в высшем учебном заведении (возможно, школе НКВД).
В конце 20-х, начале 30-х годов он, как активист, участвовал в коллективизации и хлебозаготовках в селах Украины.
В ноябре 1937 года Д. Гойченко был арестован и обвинен по политической 58-й статье.
Несмотря на допросы и пытки он не оклеветал себя и был выпущен из-под ареста в 40-м году.
В конце Второй Мировой войны он смог со своей семьей уехать на запад Украины и далее в Польшу и Германию.
После окончания войны в Европе он вместе с семьёй оказывается в лагерях для перемещенных лиц.
По-видимому, жена и дети Д. Гойченко в результате оказались депортированы в СССР, хотя он сам избежал этой участи.
В 1949 году Д. Гойченко переезжает в США, изначально в штат Нью-Йорк, затем в Калифорнию.
Он участвует в работе Русского католического центра в приходе Фатимской Божией Матери в Сан-Франциско.
Дмитрий Данилович Гойченко умер 8 января 1993 года и похоронен в городе Колма близ южной окраины Сан-Франциско.

## Мемуары
После переезда в США Д. Гойченко записывал свои воспоминания о том, что происходило в СССР и его личной жизни в серии рукописей.
Он предпринимал попытки опубликовать эти воспоминания, по-видимому, безуспешно.
В частности, сохранилась часть переписки Д. Гойченко с редактором издательства Жизнь с Богом.
В конце 90-х годов, после смерти Д. Гойченко, его рукописи были найдены в архивах библиотеки прихода Фатимской Божией Матери.

## Издания мемуаров
Часть мемуаров Д. Гойченко была издана в книге «Сквозь раскулачивание и Голодомор: Свидетельство очевидца» во Всероссийской мемуарной библиотеке. Книга издана в 2006 году в издательстве «Русский путь», существующем при фонде «Русское зарубежье».
Редактор серии Н. Д. Солженицина, научная редакция, комментарии и послесловие П. Г. Проценко. Вторично книга была переиздана в 2012 году киевским издательством А-ба-ба-га-ла-ма-га под названием «Красный Апокалипсис: сквозь раскулачивание и голодомор».
Координаторы украинского издания: Сверстюк Євген Олександрович и Петро Марусенко.

## Неизданные рукописи
Рукописи Д. Гойченко, не вошедшие в изданные мемуары, доступны в цифровом виде. Эти рукописи дополняют то, что было издано в книге мемуаров.